# دیرند
دیرش، دیرند یا کشش زمانی (به انگلیسی: Duration)  کلمه‌ای فارسی است که در موسیقی استفاده می شود و به معنی کشش زمانی نت یا ارزش زمانیِ نت‌های موسیقی است. به عبارتی مقدار زمانی که هر صدای موسیقایی ادامه می‌یابد را دیرند می‌گویند. به عنوان مثال اگر آرشهٔ ویولن برای مدت طولانی بر سیم‌های ساز کشیده شود، صدای حاصل کشیده‌تر از صدایی است که با کشیدن آرشه به مدت کمتر پدید می‌آید.

## جدول کشش زمانی نت‌ها
در موسیقی دیرندهای متفاوتِ صداها را با شکل‌هایی مشخص می‌کنند که به آن‌ها «شکل نُت‌ها» می‌گویند.
در جدول زیر «شکل نت‌ها» و «سکوت‌ها» نمایش داده شده‌است:
| نت | سکوت | نام      | نام انگلیسی    | ارزش | ارزش نقطه‌دار | ارزش دونقطه         | ارزش سه‌نقطه                 |
| -- | ---- | -------- | -------------- | ---- | ------------ | ------------------- | --------------------------- |
|    |      | گرد (نت) | semibreve      | ۱    | ۱ + ۱/۲      | ۱ + ۱/۲ + ۱/۴       | ۱ + ۱/۲ + ۱/۴ + ۱/۸         |
|    |      | سفید     | minim          | ۱/۲  | ۱/۲ + ۱/۴    | ۱/۲ + ۱/۴ + ۱/۸     | ۱/۲ + ۱/۴ + ۱/۸ + ۱/۱۶      |
|    | or   | سیاه     | crotchet       | ۱/۴  | ۱/۴ + ۱/۸    | ۱/۴ + ۱/۸ + ۱/۱۶    | ۱/۴ + ۱/۸ + ۱/۱۶ + ۱/۳۲     |
|    |      | چنگ      | quaver         | ۱/۸  | ۱/۸ + ۱/۱۶   | ۱/۸ + ۱/۱۶ + ۱/۳۲   | ۱/۸ + ۱/۱۶ + ۱/۳۲ + ۱/۶۴    |
|    |      | دولا چنگ | semiquaver     | ۱/۱۶ | ۱/۱۶ + ۱/۳۲  | ۱/۱۶ + ۱/۳۲ + ۱/۶۴  | ۱/۱۶ + ۱/۳۲ + ۱/۶۴ + ۱/۱۲۸  |
|    |      | سه‌لا چنگ | demisemiquaver | ۱/۳۲ | ۱/۳۲ + ۱/۶۴  | ۱/۳۲ + ۱/۶۴ + ۱/۱۲۸ | ۱/۳۲ + ۱/۶۴ + ۱/۱۲۸ + ۱/۲۵۶ |